# سردار جنگ (فیلم)
سردار جنگ (انگلیسی: The War Lord) فیلمی آمریکایی به کارگردانی فرانکلین جی. شافنر است که در سال ۱۹۶۵ منتشر شد. از بازیگران آن می‌توان به چارلتون هستون، رزمری فورسایت، گای استاکول، هنری ویلکاکسن و جیمز فارنتینو اشاره کرد.
فیلمنامهٔ این فیلم بر پایۀ نمایشنامهٔ عاشقان اثر لزلی استیونز نگاشته شده‌است.

## خلاصه داستان
یک شوالیه که خدمتگزار دوک است، اخیراً وارد روستایی می‌شود که قرار بوده آن جا یک قلعه دفاعی ساخته شود، اما پروژه با شکست روبرو شده. او هم‌اکنون وظیفه دارد تا با کمک دیگر خدمه آن قلعه را برای دوک مرمت کنند…